# Simone Cadamuro

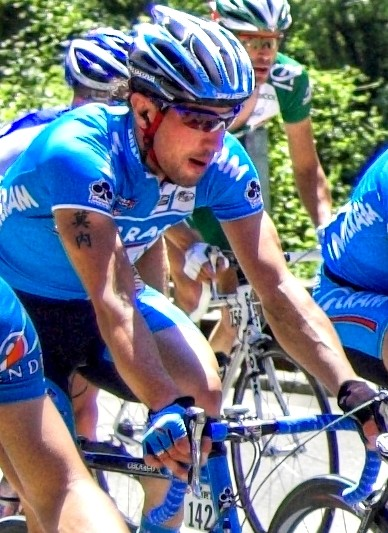
Simon Cadamuro bei der Tour de Suisse 2006

Simone Cadamuro (* 28. Juni 1976 in San Donà di Piave, Italien) ist ein ehemaliger italienischer Radrennfahrer.
Cadamuro wurde 2002 bei dem italienischen Radsport-Team De Nardi Profi. In seinem zweiten Jahr konnte er seine ersten beiden Etappensiege bei der Polen-Rundfahrt einfahren. 2004 gewann er seine ersten Eintagesrennen: Im Januar siegte er beim Doha International Grand Prix in Katar und später im Jahr gewann er das niederländische Veenendaal-Veenendaal. In der Saison 2005 fuhr er für Domina Vacanze und siegte auf der zweiten Etappe der Eneco Tour. 2004 sowie 2005 bestritt er den Giro d’Italia und 2005 die Vuelta a España. 2008 beendete er seine aktive Radsport-Laufbahn.

## Palmarès
2003
- zwei Etappen Polen-Rundfahrt

2004
- Doha International Grand Prix
- Veenendaal-Veenendaal

2005
- eine Etappe ENECO Tour

2007
- eine Etappe Fléche du Sud

2008
- zwei Etappen Serbien-Rundfahrt

## Teams
- 2002 De Nardi-Pasta Montegrappa
- 2003 De Nardi-Colpack
- 2004 De Nardi
- 2005 Domina Vacanze
- 2006 Team Milram
- 2007 Kio Ene-Tonazzi-DMT
- 2008 Team Nippo-Endeka
- 2009 Amica Chips-Knauf